# James Meredith
James Howard Meredith (Kosciusko, 25 de junho de 1933) é uma figura emblemática do Movimento dos Direitos Civis nos Estados Unidos na década de 60.

## Biografia
De ascendência afro-americana, Meredith alistou-se na Força Aérea dos Estados Unidos logo após terminar o curso colegial e serviu entre 1951 e 1960. Após a carreira militar, se inscreveu por duas vezes para cursar a Universidade do Mississippi mas teve seu pedido negado em ambas, devido à política racial segregacionista vigente nos estados sulistas, notadamente no Mississipi.
Em 1 de outubro de 1962, ele tornou-se o primeiro estudante negro da Universidade do Mississipi, após ter seu ingresso barrado em 20 de setembro pelo governador do estado e pela Guarda Nacional, desafiando a ordem da justiça federal, que garantia seu ingresso na universidade.
O desafio do governo estadual do Mississipi à justiça federal, causou a ocupação da universidade por agentes federais enviados por Washington para garantir o ingresso de Meredith e zelar por sua segurança física no campus. A medida acabou causando uma verdadeira batalha campal entre estudantes e populares brancos contra os agentes de escolta de Meredith, que apoiados por tropas do Exército enviadas pelo presidente John F. Kennedy, acabaram vencendo o conflito, que deixou um saldo de dois mortos e dezenas de civis, estudantes, policiais, soldados e agentes federais feridos, muitos deles à bala.
Este fato foi um dos mais emblemáticos e cruciais momentos da história da luta dos negros americanos por direitos civis iguais ao da população branca, movimento este que durou mais de uma década no país.
Graduado em Direito, Meredith terminou seus estudos na Universidade de Columbia e na Universidade de Ibadan, na Nigéria.

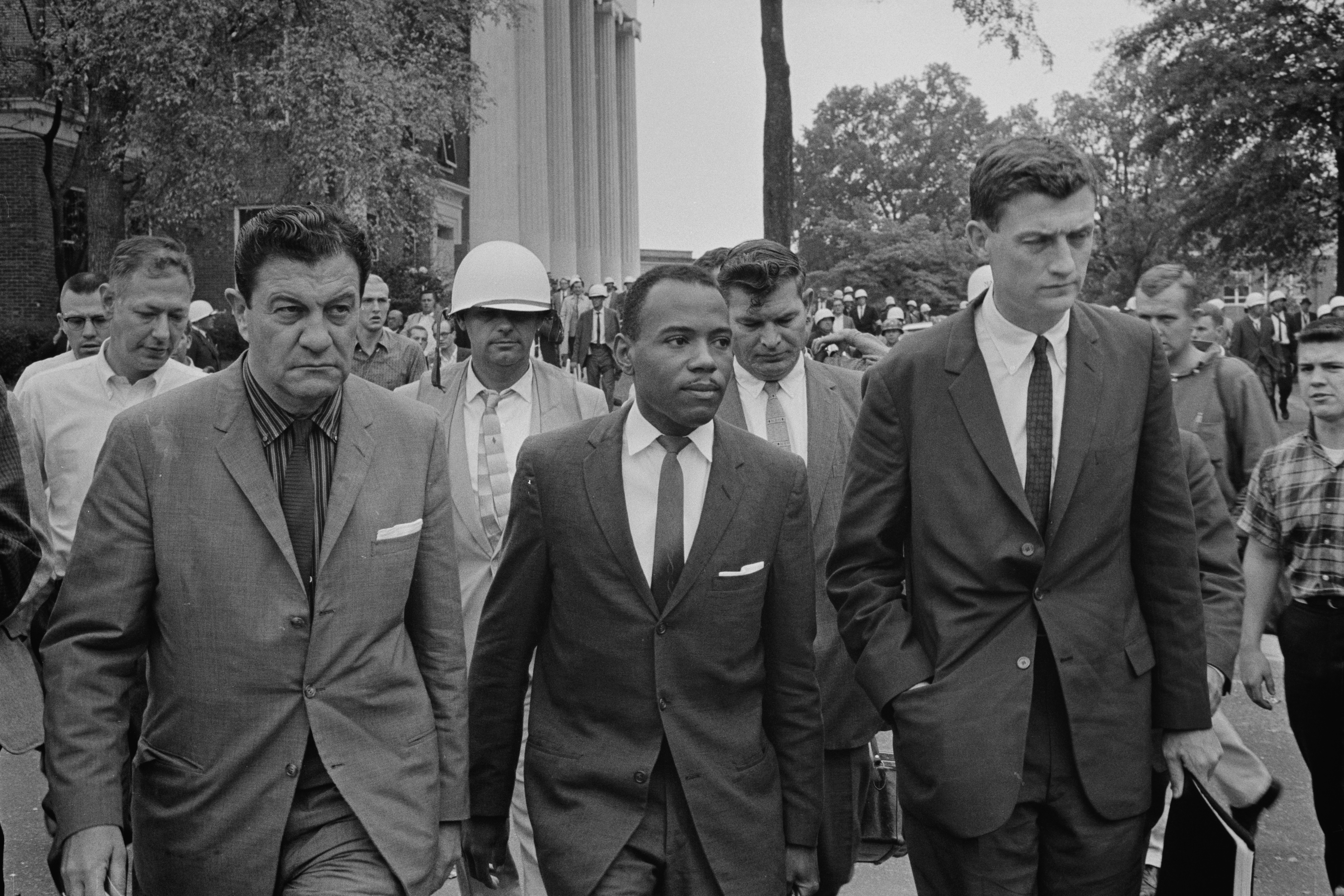
James Meredith entra na Universidade do Mississipi acompanhado por agentes federais, em setembro de 1962.

Nos anos seguintes ao seu curso universitário, ele teve uma participação mais ativa no movimento dos direitos civis e liderou uma Marcha contra o Medo de Jackson, Mississipi a Memphis, no Tennessee em 1966, onde foi ferido à bala por um atirador racista branco, Aubrey James Norvell. A imagem de Meredith caído após ser baleado ganhou o Prêmio Pulitzer de Fotografia de 1967.
Por alguns anos após estes episódios, Meredith tentou se eleger sem sucesso para o Congresso e trabalhou como conselheiro jurídico na equipe do Senador Jesse Helms, do Partido Republicano. Muito criticado pela comunidade dos direitos civis por esse emprego, pelo fato do senador Helms ser um dos maiores expoentes do ultra-conservadorismo moral e do pensamento de extrema-direita da política norte-americana, ele respondeu simplesmente que havia enviado cartas a todos os integrantes do Congresso e da Câmara dos Estados Unidos oferecendo seus serviços profissionais de advogado, de maneira a conseguir acesso aos estudos e aos livros na Biblioteca do Congresso e apenas Helms lhe respondeu.
Hoje vivendo em Jackson como proprietário de um pequeno negócio de carros usados, ele se define como um simples cidadão que exigiu e recebeu os direitos devidos a qualquer norte-americano, não como um ex-ativista dos direitos civis.
Numa entrevista à rede CNN, por ocasião das comemorações do 40.º aniversário do fim da segregação na Universidade do Mississipi, ele afirmou: “Naquela época eu estava envolvido numa guerra. Me considerava numa guerra desde o Dia 1 na universidade. E meu objetivo era colocar o governo federal – o governo John Kennedy, na época – numa posição em que eles teriam que usar a força militar dos Estados Unidos para garantir meus direitos como cidadão americano”.
James Meredith nunca teve boas relações com a organização dos movimentos civis. Declarou certa vez que “nada poderia ser mais insultuoso que a concepção de direitos civis para os afro-americanos. Isso significa uma perpétua condição de cidadão de segunda-classe para mim e para minha raça”.